# Anette Gersch
Anette Gersch (* 26. Februar 1966 in Sonthofen) ist eine ehemalige deutsche Skirennläuferin.

## Biographie
Gersch gab ihr internationales Renndebüt bei den Juniorenweltmeisterschaften 1983 in Sestriere, wobei sie mit Rang 18 in der Abfahrt ihre beste Platzierung erreichte. Ihre ersten Weltcuppunkte gewann sie mit Rang 15 beim Slalom von Maribor am 5. Januar 1986.
In der Weltcupsaison 1987/88 konnte sich Gersch durch einen 8. Platz beim Slalom von Courmayeur für die Olympischen Winterspiele in Calgary qualifizieren. Dort schied sie jedoch im Slalom aus.
Im darauffolgenden Winter erreichte Gersch mit Rang 7 beim Slalom von Mellau ihr bestes Weltcupergebnis. Die gleiche Platzierung erreichte sie bei den Weltmeisterschaften in Vail.
Der Durchbruch in der Weltspitze sollte Gersch während ihre gesamten Karriere nicht gelingen. Nach der Saison 1990/91 beendete sie schließlich ihre Karriere.
Heute arbeitet Gersch als Physiotherapeutin in ihrem Geburtsort Sonthofen.

## Erfolge

### Olympische Winterspiele
- Calgary 1988: DNF Slalom

### Weltmeisterschaften
- Vail 1989: 7. Slalom
- Saalbach-Hinterglemm 1991: 14. Slalom

### Juniorenweltmeisterschaften
- Sestriere 1983: 18. Abfahrt, 23. Slalom
- Sugarloaf 1984: 10. Riesenslalom